# Мосул (эялет)
Эялет Мосул (тур. Musul Eyaleti) — административно-территориальная единица Османской империи, существовавшая в 1535 — 1864 годах. В XIX веке её площадь составляла 20 280 км². Преимущественно была населена курдами.

## История
В 1514 году в ходе Чалдыранской битвы султан Турции Селим I нанёс поражение персидским войскам, находившимся под командованием шахиншаха Ирана Исмаила I, однако реальная возможность овладеть приграничным городом Мосул представилась лишь после 1517 года, в 1534 году, к моменту взятия Багдада. Эялет был образован в 1535 году и вошёл в состав турецких владений, число которых составляло 3, на территории Ирака.

## Административно-территориальное деление
В XVII веке в состав эялета Мосул входили следующие административно-территориальные единицы:
- Саджак Баджванлы
- Санджак Тикрит
- Санджак Эски-Мосул
- Санджак Хару